# جامعة السليمانية
جامعة السليمانية هي جامعة عراقية حكومية تقع في السليمانية بإقليم كردستان العراق
يوجد جامعتان في السليمانية الجامعة القديمة والجامعة الجديدة.
الجامعة القديمة تقع قرب مستشفى طوارئ السلمانية،
والجامعة الجديدة تقع قرب مطار سليمانية
أما جامعة السليمانية القديمة وهي تقع في محافظة السليمانية في كردستان العراق

## نشأة الجامعة

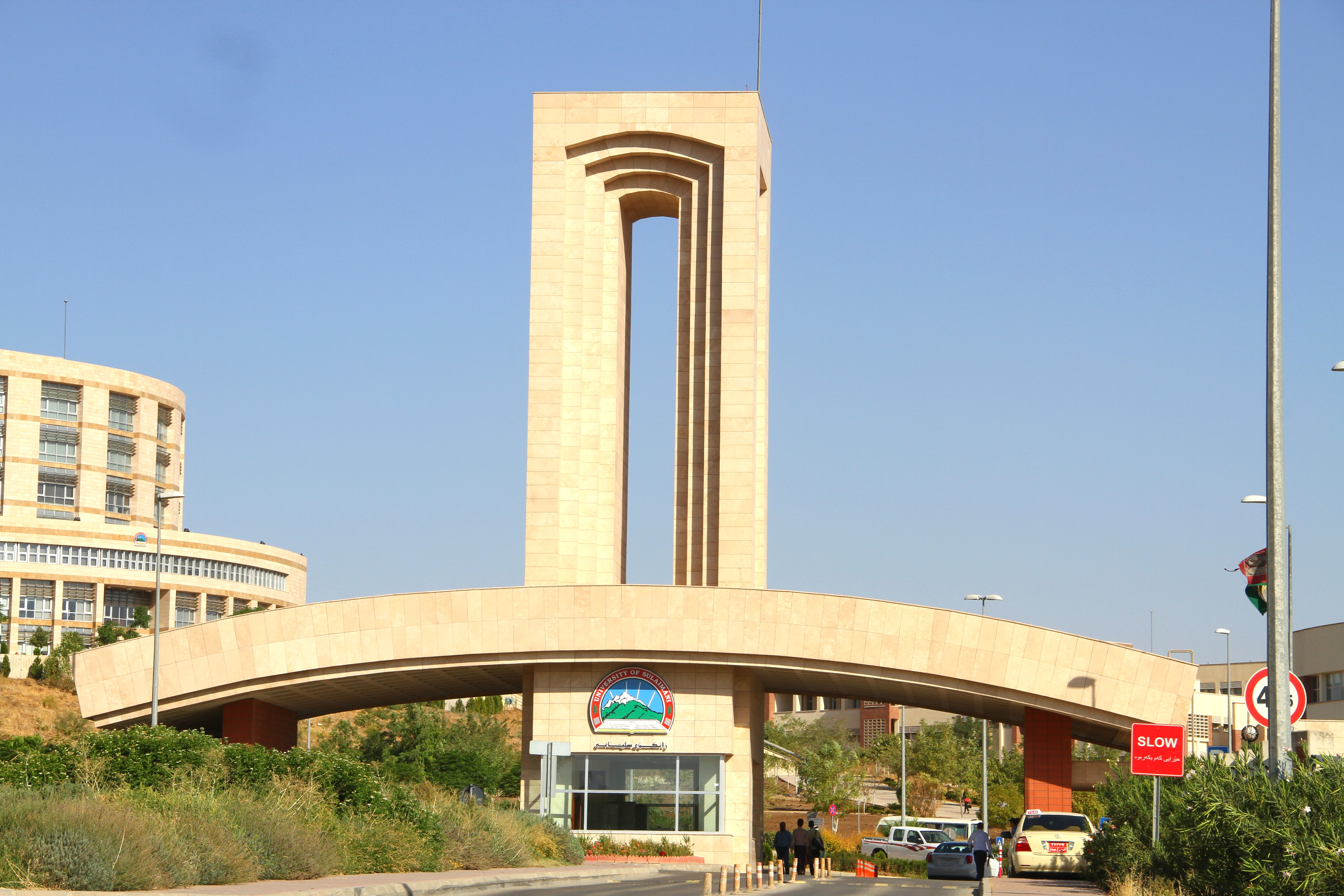
الجامعة السلیمانية

في انتفاضة كوردستان 1974 انتقلت الجامعة إلى منطقة قلعة ده زی
شرق سليمانية وقد قصفت من قبل الحكومة العراقية وقتل عدد من الطلبة
أما الجامعة الأصلية في السليمانية فقد عين دكتور طارق عمادي
وثم دكتور خسرو شالي، بعد 1982 ألغت الجامعة، بسبب حركتها النضالية ضد الحكومة وقيام الطلبة بالمظاهرات، وتم نقلها إلى أربيل، عاصمة كوردستان، 1982، وعندها تم تسميتها (جامعة صلاح الدين).
إلى تناوب عندها العديد من رؤساء الجامعات، 
في انتفاضة 1990 وانفصال كوردستان عن الحكومة المركزية
تم افتتاح الجامعة من جديد وتم تعيين دكتور كمال محمد سعيد خياط
رئيسا لها بعد الانتفاضة، ولاتزال

## أقسام كليات الجامعة
1. كلية العلوم الزراعية
2. كلية الطب
3. كلية الطب الييطري
4. كلية طب الاسنان
5. كلية الصيدلة
6. كلية العلوم
7. كلية الهندسة
8. كلية الإدارة والاقتصاد
9. كلية التجارة
10. كلية الفنون
11. كلية التربية الرياضية
12. كلية القانون
13. كلية العلوم الإســلامــــية
14. كلية العلوم الإسلامية في جامعة السليمانية- تأسست بداية بمعهد كردستان لاعداد الائمة والخطباء من قبل وزارة الاوقاف والشؤون الدينية لإقليم كردستان العراق في سنة 1998م، ثم حولت إلى كلية في سنة 2007م باسم كلية كردستان لاعداد الائمة والخطباء تابعة لنفس الوزارة، وبعدها نقلت الكلية إلى وزارة التعليم العالي والبحث العلمي- جامعة السليمانية، سنة 2009 لكي يغلق قسم الدراسات الإسلامية في كلية العلوم الإنسانية ويتحول إلى كلية العلوم الإسلامية، وفي البداية كانت الكلية تحوي قسم اعداد الائمة والخطباء، ثم انشئ قسم الدراسات الإسلامية واستقبل الطلاب في السنة الدراسية (2009-2010)، ثم غير قسم اعداد الائمة والخطباء إلى قسم أصول الدين، وقد فتح قسم جديد فيها باسم (الفقه وأصوله) واستقبل الطلاب في السنة الدراسية (2010-2011)، والآن الكلية تحوي ثلاث أقسام (الدراسات الإسلامية) و (الفقه وأصوله) و (أصول الدين)
15. كلية اللغات
16. كلية التربية
17. كلية المعلمين
18. كلية التمريض
19. كلية اللغات المسائية
20. كلية القانون المسائية

## موقع الجامعة الإلكتروني
http://www.univsul.org نسخة محفوظة 20 يناير 2018 على موقع واي باك مشين.